# Shannon Condie
Shannon Condie (28 de diciembre de 1987) es una deportista canadiense que compitió en taekwondo. Ganó una medalla en los Juegos Panamericanos de 2007, y dos medallas en el Campeonato Panamericano de Taekwondo en los años 2004 y 2008.

## Palmarés internacional
| Juegos Panamericanos    | Juegos Panamericanos            | Juegos Panamericanos | Juegos Panamericanos |
| Año                     | Lugar                           | Medalla              | Categoría            |
| ----------------------- | ------------------------------- | -------------------- | -------------------- |
| 2007                    | Río de Janeiro (Brasil)         | Medalla de plata     | –57 kg               |
| Campeonato Panamericano |                                 |                      |                      |
| Año                     | Lugar                           | Medalla              | Categoría            |
| 2004                    | Santo Domingo (Rep. Dominicana) | Medalla de bronce    | –51 kg               |
| 2008                    | Caguas (Puerto Rico)            | Medalla de oro       | –55 kg               |